# Melampodium longifolium
Melampodium longifolium là một loài thực vật có hoa trong họ Cúc. Loài này được Cerv. ex Cav. mô tả khoa học đầu tiên năm 1803.